# Xoán Rof Carballo
Xoán Rof Carballo (Lugo, 11 de juny de 1905 – Madrid, 12 d'octubre de 1994) va ser un metge i assagista gallec, pare de la medicina psicosomàtica i membre Oncle de Jesús Sancho Rof.

## Formació
Fill del veterinari Juan Rof Codina. Estudià medicina a la Universitat de Santiago de Compostel·la (on participa en el Seminari de Estudos Galegos, col·labora amb les revistes Ronsel i A Nosa Terra i es relaciona amb les més destacades personalitats de la medicina i la cultura gallega, com Juan José López Ibor, Domingo García-Sabell, José Otero Espasandín, Jesús Bal y Gai, Carlos Maside, Rafael Dieste, Vicente Cingle, Ramón Otero Pedrayo o Castelao), Barcelona i Madrid. Va prosseguir la seva formació a l'estranger, concretament a Viena, on arribaria el 1932 gràcies a una beca de la Junta per a l'Ampliació d'Estudis (JAE).
Després d'uns estudis a Colònia —al costat del físic Hans Eppinger— i Praga, torna a Espanya el 1933 per doctorar-se amb una tesi sobre els àcids grassos insaturats, obtenint Premi Extraordinari amb la màxima qualificació. Després va treballar al costat de Carlos Jiménez Díaz a Madrid. La seva trajectòria formativa es va caracteritzar per un continu canvi de ciutat de residència a causa de la seva decisió de formar-se sempre al costat dels millors mestres en els àmbits en els quals estava interessat (abans de la seva marxa a l'estranger seria deixeble de Roberto Novoa Santos a Santiago —de la mà del qual es va iniciar en la patologia general—, d'August Pi i Sunyer a Barcelona i de Gustavo Pittaluga Fattorini a Madrid).
L'esclat de la Guerra Civil Espanyola el 1936 el sorprendrà en Berlín, i no tornarà a Espanya fins a la fi de la contesa. Durant aquest període treballa a Viena —al costat de Carl Sternberg—, Copenhaguen i París —en l'Hospital de la Pitié-Salpêtrière. A la capital francesa, a més d'amb el seu antic mestre Pittaluga, coincideix també amb Ángel Garma, a qui li presenta al també psiquiatre i psicoanalista argentí Celes Ernesto Cárcamo, qui motivarà la marxa de Garma a Buenos Aires, on s'establirà. Garma i Cárcamo es convertirien en els primers referents de la psicoanàlisi a l'Argentina. Després del seu retorn a Espanya, Rof torna a treballar al costat de Jiménez Díaz, fundant tots dos el que més tard seria la Clínica de la Concepció, i obté una beca de la Fundació Rockefeller per estudiar al costat de Francisco Grande Covián (destacat deixeble de Juan Negrín abans de la guerra, en el laboratori de la qual va tenir com a company a Severo Ochoa) el dèficit nutricional en els nens de la postguerra a Vallecas. Els resultats es publicarien el 1942. Romandria amb Jiménez Díaz fins a 1948, any en què Rof Carballo decideix abandonar la col·laboració a causa de diverses discrepàncies.
A partir de 1945 comença a interessar-se fortament per l'antropologia mèdica, la qual cosa marcarà la seva trajectòria d'ara endavant, convertint-li en una autoritat mundial en les dimensions psicològiques de les relacions interpersonals. Seria, així mateix, el principal introductor a Espanya —després d'obrir el camí Ortega y Gasset anys abans— de la psicoanàlisi de Freud —a qui Rof va conèixer en els seus anys a Viena— i el seu estudi crític, combinat i en comparativa amb les teories de Carl Gustav Jung i el seu deixeble Erich Neumann.
El 1949 publica la seva famosa obra Patología psicosomática (primer tractat integral publicat sobre el tema; seria publicat a tot el món i va brindar un ampli reconeixement internacional al seu autor), i a partir de 1950 comença a col·laborar estretament amb Gregorio Marañón, qui el definia com un «franctirador de l'esperit», la medicina psicosomàtica i els psicofàrmacs, i el 1961 es dedicà a la psicoanàlisi.
Malgrat el respecte que li mostraven els seus contemporanis intel·lectuals, tan sols en els últims anys de la seva vida començaria a veure part del reconeixement, quan va ser nomenat en primer lloc membre de la Reial Acadèmia Nacional de Medicina i, el 1984, membre de la Reial Acadèmia Espanyola. A més del seu nomenament com a Fill Predilecte de Lugo, el 1972 seria escollit «luguès de l'any» (igual que ho havia estat el seu pare alguns anys abans) i el 1986 guardonat per la Junta de Galícia amb la Medalla Castelao. Rof Carballo obtindria un any més tard el Premi Centenari Gregorio Marañón, atorgat per la Fundació Home. El 1991 va ser nomenat membre de la Reial Acadèmia de Doctors. També va ser fundador i president de l'Institut de Medicina Psicosomática, president de l'Institut de Ciències de l'Home i membre de la Junta Directiva del Capítol Espanyol del Club de Roma. Va morir a Madrid l'11 d'octubre de 1994.

## Obres
- 1949 — Patología psicosomática (pròleg de Jiménez Díaz) (actualment per la 4a edició)
- 1951 — El hombre a prueba
- 1952 — Cerebro interno y mundo emocional
- ¿? — Cerebro interno y sociedad
- 1954 — La medicina actual
- 1957 — Mito e realidade da terra nai (reeditat el 1989)
- 1959 — Quirón el centauro
- 1960 — Entre el silencio y la palabra' pròleg de Gregorio Marañón)
- ¿? — Niño, familia y sociedad
- 1961 — Urdimbre afectiva y enfermedad
- 1964 — Medicina y actividad creadora
- 1966 — El futuro del hombre
- 1967 — Violencia y ternura (actualment per la 3a edició)
- 1970 — Rebelión y futuro
- 1972 — Biología y psicoanálisis
- ¿? — Signos en el horizonte
- 1973 — El hombre como encuentro
- 1975 — Fronteras vivas del psicoanálisis
- 1984 — Teoría y práctica psicosomática
- 1986 — Terapéutica del hombre. El proceso radical del cambio (amb Javier del Amo)
- 1990 — Los duendes del Prado.